# 노희용
노희용(盧熙鏞, 1962년 11월 21일~ )은 대한민국의 정치인이다. 민선 5~6기 제24·25대 광주광역시 동구청장이었다. 공직 선거법 위반으로 구청장직을 상실하였다. 광주광역시 출신이다.

## 학력
- 광주서산국민학교 졸업
- 전남중학교 졸업
- 1978.03~1981.02 광주인성고등학교 졸업
- 1981.03~1986.02 서울대학교 경영학 학사 졸업
- 1992.03~1994.02 서울대학교 행정대학원 행정학 석사 졸업

## 경력
- 1998.02~1998.09 광주광역시 동구청 교통과장
- 2006.01~2006.12 광주광역시청 5·18 선양과장
- 2007.07~2009.07 광주광역시청 사회복지과장
- 2007.07~2009.07 광주광역시청 노인복지과장
- 2010.02~2011.01 광주광역시청 공보관
- 2012.01~2012.10 광주광역시청 문화관광정책실장
- 2012.12~2014.06 제24대 광주광역시 동구청장
- 2014.07~2015.11 제25대 광주광역시 동구청장

## 전과
- 공직선거법위반: 벌금 2,000,000원 - 2014년 10월 13일 선고[1]

## 역대 선거 결과
|  | 61.01% |

|  | 71.19% |